# Pomeransfugl
Pomeransfuglen (Eudromias morinellus eller Charadrius morinellus) er en lille fugl i brokfuglefamilien. Den yngler i den arktiske tundra i det nordlige Europa og Asien fra Norge til det østlige Sibirien. Derudover på egnede bjergplateauer som det skotske højland og Alperne. Hunnen lægger 3 æg. Fuglene bliver omkring 22 cm.
Arten er en trækfugl og overvintrer i et smalt bælte over Nordafrika fra Marokko østpå til Iran.
I Danmark raster nogle hundrede i maj måned.